# Actinosiphon
Actinosiphon es un género de foraminífero bentónico de la subfamilia Lepidorbitoidinae, de la familia Lepidorbitoididae, de la superfamilia Orbitoidoidea, del suborden Rotaliina y del orden Rotaliida. Su especie tipo es Actinosiphon semmesi. Su rango cronoestratigráfico abarca el Paleoceno.

## Clasificación
Actinosiphon incluye a las siguientes especies:
- Actinosiphon semmesi †
- Actinosiphon tibetica †
- Actinosiphon vichayalensis †